# Floyd Bedbury
Floyd Curtis Bedbury (* 24. Juli 1937 in Saint Paul; † 25. März 2011 in Falcon Heights) war ein US-amerikanischer Eisschnellläufer.
Bedbury, der für den Midway Skating Club startete und an der University of Minnesota studierte, nahm an zwei Olympischen Winterspielen teil. Dabei belegte er bei den Olympischen Winterspielen 1960 in Squaw Valley den 30. Platz über 5000 m sowie den 22. Rang über 1500 m und bei den Olympischen Winterspielen 1964 in Innsbruck den 42. Platz über 1500 m. Bei der Mehrkampfweltmeisterschaft 1958 in Helsinki errang er den 28. Platz im Großen Vierkampf. Zudem gewann er im Radsport fünf Straßenmeistertitel in Minnesota und war als Lithograf tätig. Er gründete im Jahr 1964 den Verein Twin City Speed Skating und trainierte deren Nachwuchs-Eisschnellläufer.

## Persönliche Bestzeiten
| Disziplin | Zeit        | Datum             | Ort          |
| --------- | ----------- | ----------------- | ------------ |
| 500 m     | 42,4 s      | 28. Februar 1959  | Squaw Valley |
| 1500 m    | 2:11,0 min  | 1. Dezember 1963  | Rosemont     |
| 3000 m    | 4:58,0 min  | 15. Januar 1964   | Moss         |
| 5000 m    | 8:11,2 min  | 23. Dezember 1963 | Rosemont     |
| 10.000 m  | 17:26,3 min | 28. Februar 1959  | Squaw Valley |